# HD 176844
HD 176844，又名BD+40 3555，SAO 47993、HR 7201，是一颗恒星，视星等为6.65，位于銀經71，銀緯15.73，其B1900.0坐标为赤經18h 57m 2.5s，赤緯+40° 15.73′ 36″。